# Летняя Спартакиада народов СССР 1967
IV летняя Спартакиада народов СССР  — проходила в Москве с 28 июля по 4 августа 1967 года, финалы проводились в 23 традиционных видах спорта. Кроме того, начиная с этой спартакиады в программу игр стали входить соревнования по техническим видам спорта.

## Описание
Начиная с самого раннего этапа отбора, участниками Спартакиады стало около 80 миллионов человек, в соревнованиях приняли участие 170 тысяч коллективов физкультурников. В финальной стадии Спартакиады приняло участие 8348 спортсменов из 17 команд, представляющих все союзные республики плюс сборные Ленинграда и Москвы. В играх принимали участие 5333 заслуженных мастера спорта СССР — в три раза больше, чем на I Спартакиаде 1956 года. Спартакиада была посвящена 50-летию Великой Октябрьской революции. Были установлены 46 рекордов СССР, 12 рекордов Европы, 20 рекордов мира. В четвёртый раз подряд командная победа была за сборной Москвы, набравшей 594 очка, на втором месте с 576 очками расположилась команда РСФСР, на третьем — сборная УССР — 561 очко.

## Финальные соревнования
| Вид спорта                  | Сроки проведения    | Место проведения |                                            |
| --------------------------- | ------------------- | --- | ------------------------------------------ |
| Баскетбол                   | 14—23 июля          | Москва. Спортивный дворец ЦСКА, Игровой зал ЦСКА, Спортзал стадиона «Наука»                                                                             | Результаты (мужчины)                       |
| Бокс                        | 27 июля — 3 августа | Москва. Дворец Спорта «Крылья Советов», Зелёный театр ЦПКиО имени Горького, Дворец Спорта Центрального стадиона имени В. И. Ленина                      | Результаты                                 |
| Борьба вольная              | 30 июля — 2 августа | Москва. Спортивный дворец ЦСКА | Результаты                                 |
| Борьба классическая         | 26—29 июля          | Москва. Спортивный дворец ЦСКА | Результаты                                 |
| Велосипедный спорт, трек    | 26—31 июля          | Москва. Трек стадиона Юных пионеров |                                            |
| Велосипедный спорт, шоссе   | 25—29 июля          | Москва. Куркинская трасса |                                            |
| Водное поло                 | 25 июля — 3 августа | Москва. Плавательный бассейн Центрального стадиона имени В. И. Ленина, Бассейн «Чайка»                                                                  | Результаты                                 |
| Волейбол                    | 12—22 июля          | Москва. Центральный стадион «Динамо» | Результаты (мужчины), Результаты (женщины) |
| Гимнастика                  | 24—31 июля          | Москва. Дворец Спорта Центрального стадиона имени В. И. Ленина, Дворец пионеров на Ленинских горах                                                      |                                            |
| Гребля академическая        | 21—23 июля          | Москва. Спортивная база общества «Труд» |                                            |
| Гребля на байдарках и каноэ | 9—13 июля           | Москва. Водная станция «Динамо» |                                            |
| Конный спорт                | 23—30 июля          | Москва. Московский ипподром, База «Спартак» |                                            |
| Лёгкая атлетика             | 28 июля — 1 августа | Москва. Центральный стадион имени В. И. Ленина | Результаты                                 |
| Парусный спорт              | 22—30 июля          | Ленинград | [ 3 ]                                      |
| Плавание                    | 26 июля — 3 августа | Москва. Плавательный бассейн Центрального стадиона имени В. И. Ленина.                                                                                  |                                            |
| Прыжки в воду               | 29 июля — 3 августа | Москва. Бассейн «Чайка» |                                            |
| Современное пятиборье       |                     | Москва. База «Спартак», Спортзал МГУ им. Ломоносова, Стрельбище «Динамо», Плавательный бассейн Центрального стадиона имени В. И. Ленина, Ленинские горы | Результаты                                 |
| Стрелковый спорт            | 26 июля — 3 августа | Мытищи. Стрельбище «Динамо» |                                            |
| Стендовая стрельба          | 30 июля — 2 августа | Мытищи. Стрельбище «Динамо» |                                            |
| Теннис                      | 16 июля — 3 августа | Москва. Теннисные корты Центрального стадиона имени В. И. Ленина, Малая спортивная арена Центрального стадиона имени В. И. Ленина                       |                                            |
| Тяжёлая атлетика            | 27 июля — 3 августа | Москва. Зимний теннисный корт «Шахтёр» |                                            |
| Фехтование                  | 24 июля — 3 августа | Москва. Спортзал МГУ им. Ломоносова |                                            |
| Шахматы                     | 23 июля—3 августа   | Москва. Дворец пионеров на Ленинских горах | Результаты                                 |

## Спартакиада в филателии
- Почтовые марки СССР, 1967 год
- Почтовая марка СССР. 1967. IV летняя спартакиада народов СССР. Главный приз.
- Почтовая марка СССР. 1967. IV летняя спартакиада народов СССР. Велоспорт.
- Почтовая марка СССР. 1967. IV летняя спартакиада народов СССР. Гимнастика.
- Почтовая марка СССР. 1967. IV летняя спартакиада народов СССР. Прыжки  в воду.